# Duiquer de flancs vermells
El duiquer de flancs vermells (Cephalophus rufilatus) és un duiquer minúscul que viu a l'oest i el centre d'Àfrica.
Els duikers de flanc vermell creixen gairebé 38 cm d'alçada i pesen fins a 14 kg. Tenen el pelatge vermellós, amb les potes i l'esquena de color negre grisenc, i el ventre blanc. S'alimenten de f fulles, fruits caiguts, llavors, flors i a vegades petits ocells. Els adults són territorials, viuen a sabana i hàbitats poc boscosos, i les femelles solen produir una única descendència cada any. Tenen una vida útil de deu a quinze anys en captivitat.
Se n'estima la població salvatge en uns 170.000 individus.